# Pribignew
Pribignew, auch Udo oder Uto († 1028) war ein elbslawischer Fürst, der nach 1018 bis 1028 als Samtherrscher der Abodriten herrschte. Seine Herrschaft beschränkte sich wahrscheinlich auf den im heutigen Mecklenburg ansässigen Teilstamm der Abodriten.
Der Name Pribignew findet sich bei Saxo Grammaticus, Adam von Bremen nennt ihn Uto. Er war ein Sohn von Mistislaw, dem Samtherrscher der Abodriten. Der Name der Mutter ist nicht überliefert. Er hatte einen Sohn Gottschalk sowie eine namentlich unbekannte Schwester. Möglicherweise ist Pribignew identisch mit dem bei Adam von Bremen überlieferten Gneus. Pribignew war wie alle Nakoniden Christ. Udo war möglicherweise sein Taufname nach dem Grafen Udo I. von Stade.
Nachdem Pribignews Vater Mistislaw 1018 aus Mecklenburg geflohen war, errang Pribignew um das Jahr 1020 mit sächsischer und dänischer Hilfe die Herrschaft über die Abodriten. Adam von Bremen berichtet von Zusammenkünften Pribignews mit dem sächsischen Herzog Bernhard II. und dem hamburg-bremer Erzbischöfen Unwan und Libentius II. in Hamburg. Da gleichzeitig mit Pribigniew weitere Fürsten genannt werden, von denen Sederich sicher über den abodritischen Teilstamm der Wagrier herrschte, beschränkte sich Pribigniews Macht wahrscheinlich auf das Teilstammesgebiet der Abodriten um Wismar und beidseits des Schweriner Sees. Um das Jahr 1028 wurde Pribignew „wegen seiner Grausamkeit“ von einem sächsischen Überläufer erschlagen. Adam bezeichnet ihn als „schlechten Christen“.